# گل‌کوی، قسطمونی
گل‌کوی (به ترکی استانبولی: Gölköy) یک منطقهٔ مسکونی در ترکیه است که در قسطمونی واقع شده‌است.